# Heineken

Heineken-Beer-Logo

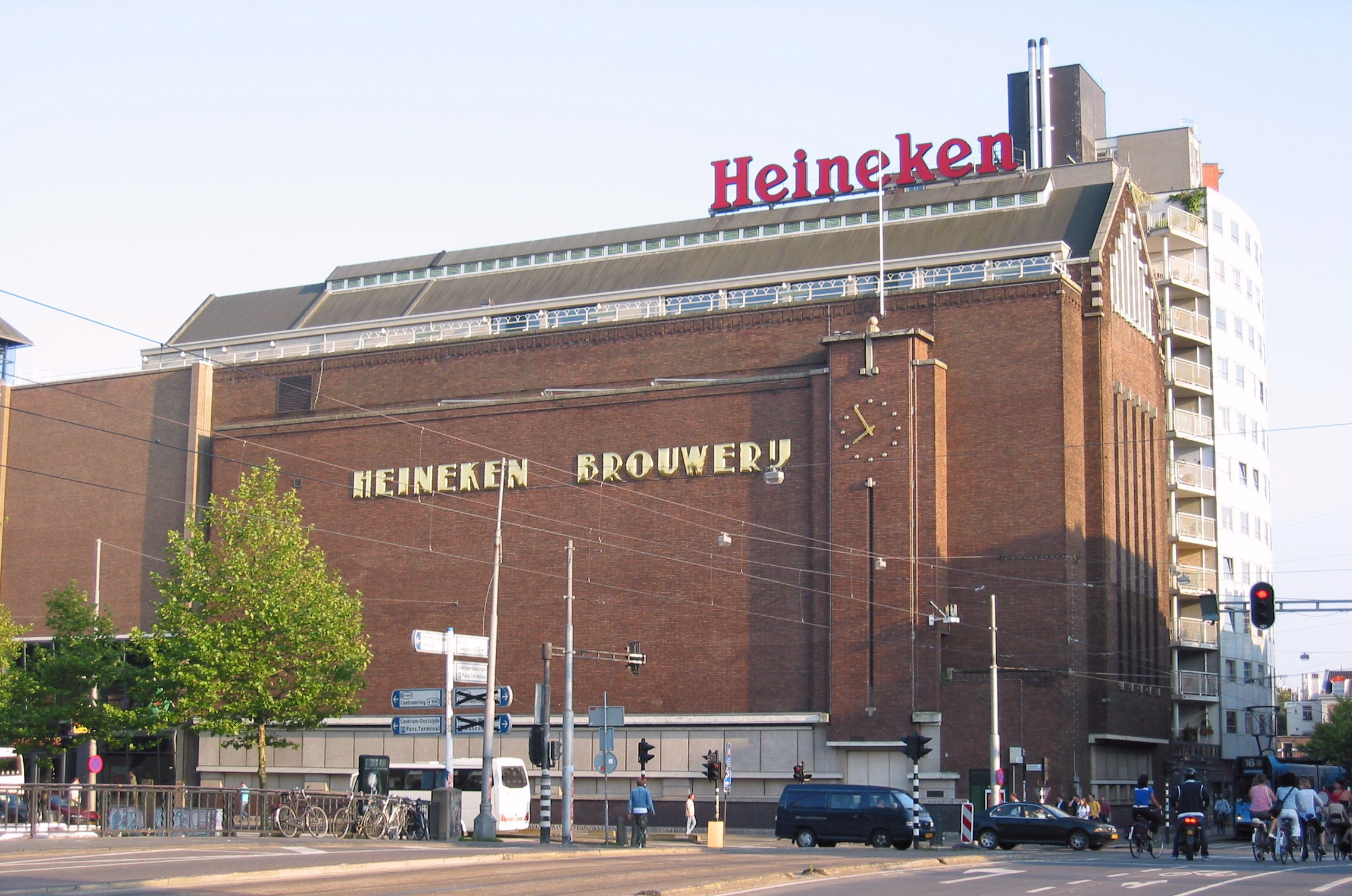
Ehemalige Heineken-Brauerei in Amsterdam

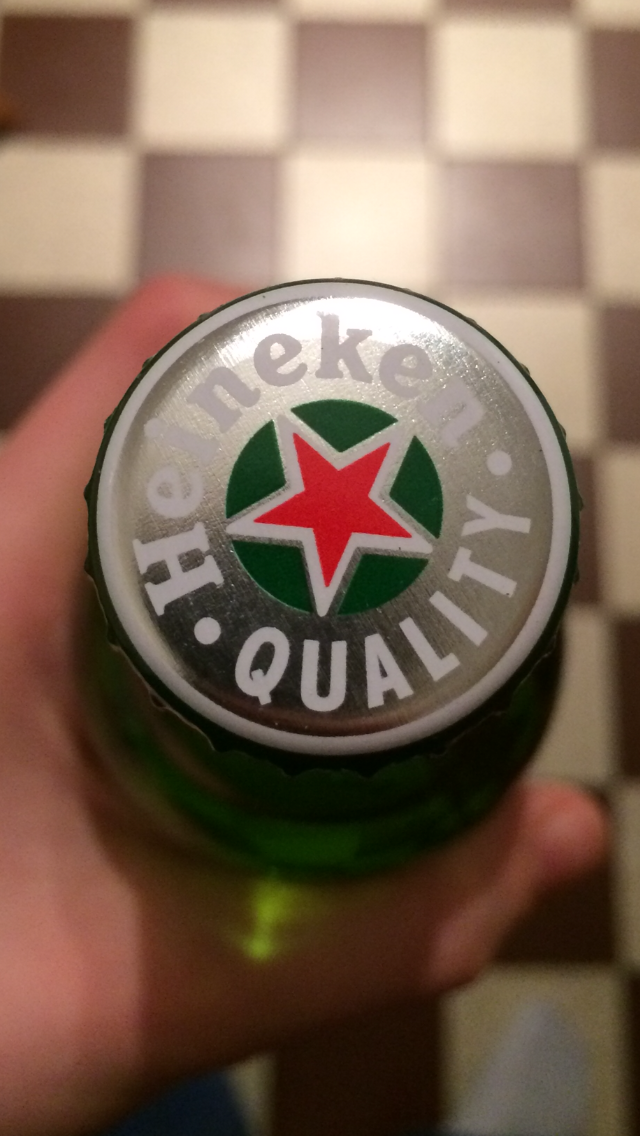
Heineken-Flasche mit typischem Schriftzug auf dem Kronkorken

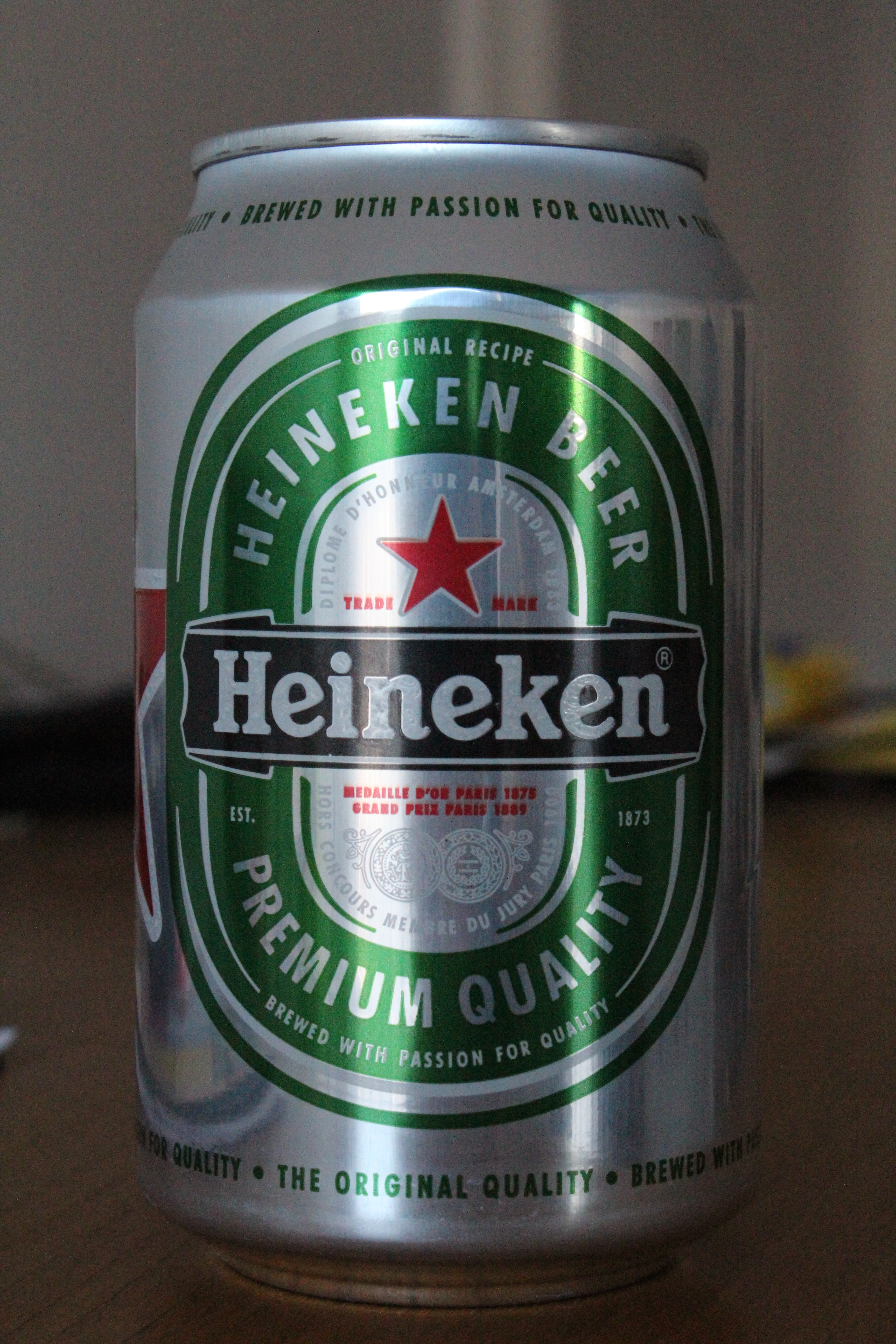
Bierdose mit dem typischen Heineken-Logo

Heineken N.V. [ˈɦɛinəkən] ist eine niederländische Brauerei, die am 12. Juli 1864 von Gerard Adriaan Heineken gegründet wurde. Nach der Übernahme von SABMiller durch Anheuser-Busch InBev ist die Heinekengruppe der zweitgrößte Brauereikonzern der Welt.

## Geschichte
Am 15. Februar 1864 kaufte Gerard Adriaan Heineken mit Unterstützung seiner Mutter im Alter von 22 Jahren die Liegenschaften und Anlagen der Brauerei De Hooiberg – damals die größte Brauerei in Amsterdam; hier wurde seit 1592 Bier gebraut. Heineken gründete die Heineken Brouwerij; sie wurde am 12. Juli 1864 ins Handelsregister der Stadt eingetragen. Bis 1886 wurde obergäriges, danach nach deutschem Vorbild untergäriges Bier hergestellt.
Durch eine aggressive Preispolitik gelang es Heineken, sich bis 1912 gegen seine härtesten Konkurrenten Oranjeboom, van Vollenhoven und die deutschen Brauereien auf dem heimischen Markt durchzusetzen. 1931 wurde die erste ausländische Niederlassung in Surabaya, Niederländisch-Indien, eröffnet. Die Produktion belief sich auf 200.000 hl pro Jahr (die Durchschnittsproduktion der Konkurrenz lag bei ca. 3.000 hl pro Jahr).
1936 gründete Heineken mit dem Softdrink-Unternehmen Fraser and Neave die heutige Asian Pacific Breweries. Auf diesen frühen Investitionen basiert die weite Verbreitung von Heineken im asiatischen Raum. Ab den späten 1930er Jahren expandierte die Firma auch in den USA und legte verstärkt Wert auf die Werbung.
In den 1950er Jahren hatte Heineken Absatzprobleme auf dem heimischen Markt und wurde durch die ausländischen Märkte aufrechterhalten.
Gegen Ende der 1960er Jahre konsolidierte Heineken seine Position auf dem heimischen Markt.
Dann übernahmen ausländische Brauereien, deren Märkte gesättigt waren, niederländische Brauereien und machten Heineken verstärkt Konkurrenz.
In den 1970er Jahren ging Heineken mehr und mehr dazu über, Lizenzen an ausländische Brauereien zu vergeben und so seine Marktstellung im Ausland zu verbreitern. Der Marke half dabei die Nachfrage von US-Touristen nach Heineken-Bier, in der Karibik Fuß zu fassen. Gegen Ende der 1980er Jahre endete das Absatzwachstum in den USA vor dem Hintergrund einer Verzehnfachung von Importbiermarken von 30 auf 300 in den USA in einem Zeitraum von den 1940er bis zu den 1980er Jahren.
In den 1990er Jahren war Heineken dann – nachdem die „einfachen“ Märkte erobert waren – gezwungen, sich so schwierigen Märkten wie Deutschland mit seinem zersplitterten, regional geprägten Biermarkt zu widmen. Bis zum Jahr 2000 hatte es das Unternehmen dann zur Nummer zwei auf dem Weltmarkt mit einer Produktion von 98 Millionen hl pro Jahr gebracht. Im Jahr 2009 teilte sich Heineken den schottischen Brauereikonzern Scottish & Newcastle mit dem dänischen Konkurrenten Carlsberg auf und übernahm die Biersparte des mexikanischen Mischkonzerns FEMSA.
2010 rangierte Heineken nach Anheuser-Busch InBev, SAB Miller und vor Carlsberg als Nummer 3 weltweit unter den Brauereien. Mit einem Export-Anteil von 19 Millionen Hektolitern in 170 Ländern ist Heineken die am weitesten verbreitete Biermarke der Welt. In den Niederlanden hat Heineken heute einen Marktanteil von mehr als 50 %. Dort produziert und vertreibt Heineken unter seiner Tochterfirma Vrumona auch Softdrinks wie Pepsi. Im Oktober 2015 übernahm Heineken einen 50-%-Anteil an der US-amerikanischen Lagunitas Brewery.

## Beteiligungen

### Deutschland
Heineken hielt an der 2002 gegründeten deutschen Brau Holding International (BHI) einen Anteil von 49,9 %; die Mehrheit von 50,1 % hält die Schörghuber Unternehmensgruppe aus München. Zur BHI gehören so bekannte deutsche Marken wie Fürstenberg oder Kulmbacher sowie eine Beteiligung an der Paulaner-Brauerei. 2017 wurde die BHI mit der Paulaner-Gruppe verschmolzen. An der neuen Paulaner Brauerei Gruppe GmbH & Co. KGaA hält Heineken nur noch 30 %.
Der Vertrieb des Heineken-Bieres in Deutschland erfolgt über die Heineken Deutschland GmbH mit Sitz in Berlin-Friedrichshain.

### Österreich
2003 übernahm Heineken die Aktienmehrheit am österreichischen Marktführer Brau Union. Dadurch befinden sich jetzt einige der bekanntesten österreichischen Biermarken im Besitz von Heineken, u. a. Gösser, Zipfer, Kaiser, Wieselburger, Puntigamer, Schwechater, Villacher, Edelweiß und Schlossgold (alkoholfrei).

### Schweiz
Heineken übernahm 1993 die Bündner Bierbrauerei Calanda Bräu, zu der seit 1989 auch die Winterthurer Brauerei Haldengut gehörte; 1999 wurde dann in Winterthur das Bierbrauen aufgegeben und die Produktion nach Chur verlegt. Außer dem Bier füllt Calanda unter dem Namen Calanda Aqua auch ein Mineralwasser ab. Bis 2009 war Chur der Hauptsitz von Heineken Switzerland. Mit dem Kauf der größten unabhängigen Schweizer Brauerei Eichhof in Luzern wurde der Hauptsitz von Heineken Switzerland (heute: Heineken Beverages Switzerland AG) nach Luzern verlegt. Daneben hat Heineken die kleine Thurgauer Klosterbrauerei Ittinger übernommen (ehemals Joint Venture mit der Actienbrauerei Frauenfeld AG).

### Weitere Staaten
Im April 2023 übernahm Heineken die Mehrheit an der namibischen Brauerei Namibia Breweries, die bis dahin 125 Jahre lang in Besitz der Ohlthaver & List war. Gleichzeitig wurde die südafrikanische Distell übernommen.

## Wettbewerbsverstoß
Im April 2007 wurde gegen Heineken – neben den anderen beteiligten niederländischen Brauereien bzw. Tochterunternehmen von Grolsch, Bavaria und InBev – in einem Wettbewerbsverfahren der EU-Kommission wegen Absprachen auf dem niederländischen Biermarkt in den Jahren 1996 bis 1999 eine Geldbuße von rund 219 Mio. Euro verhängt. Gegen diese Entscheidung der Kommission erhob Heineken am 3. Juli 2007 Nichtigkeitsklage vor dem damaligen Gericht erster Instanz. Mit Urteil vom 16. Juni 2011 entschied das Gericht der Europäischen Union, dass die Klage von Heineken nur in Bezug auf einzelne Teilaspekte begründet ist und im Übrigen abgelehnt wird. Die Geldbuße wurde daher auf einen Betrag von 198 Mio. Euro reduziert.

## Eigentümer
Stand: Mai 2019

Anteilseigner der Heineken N.V.:
- 50,005 % Heineken Holding N.V.
- 08,632 % FEMSA
- 41,363 % Streubesitz

An der Heineken Holding N.V. sind beteiligt:
- 52,599 % L’Arche Green N.V.
- 12,262 % FEMSA
- 35,139 % Streubesitz

Die Anteile der L’Arche Green N.V. werden wiederum zu 88,86 % von der Familie Heineken (Nachkommen von Alfred Heineken) und zu 11,14 % von der Familie Hoyer (Nachkommen von Hubertus Hoyer, der sich 1873 mit 30.000 Gulden an der Brauerei beteiligt hatte) gehalten.

## Kritik
Heineken wird kritisiert, weil der Konzern zusammen mit Carlsberg drei Braugerstensorten patentieren ließ.
Die ungarische Regierung kritisierte 2017 den roten Stern auf den Flaschen, da er als Symbol für die Diktatur stehe.